# 阿部博司
阿部 博司（あべ ひろし、1941年10月10日 - 2019年1月8日）は、日本の機械システム工学者。大阪工業大学名誉教授・工学博士。第10代大阪工業大学機械工学科同窓会会長。日本溶接協会ロボット溶接研究委員会ワーキンググループ2(WG2)元委員。
専門は、機械計測工学・電子制御システム工学、溶接/接合システム工学（特に溶接ロボット）。

## 略歴
1964年大阪工業大学工学部電子工学科卒業（電子工学科第2期生）。のちに、工学博士（大阪工業大学）。同年、同大学工学部機械工学科助手・講師として、機械工学研究室の片山襄一・佐藤次彦らと共に自動車工学におけるボディ薄板構造物の接合技術や溶接ロボットの品質モニタ計測・制御システムに関する研究に従事。1989年同学科助教授を経て、1992年同学科教授。1999年第10代機械工学科同窓会会長。2004年同大学紀要委員会委員。2006年大阪工業大学名誉教授。
大阪工業大学機械工学科にて40年に渡り教鞭を執り、特に初期の機械工学と電子制御システム工学の融合研究に貢献した。2019年1月8日逝去。
主な所属学会は、計測自動制御学会、溶接学会、日本溶接協会など。主な受賞は、溶接学会軽構造接合加工研究委員会功労賞(2003) 

## 主な研究
- 2次元モデルによる点溶接中の温度分布 : 温度分布の新しい測定法[8]
- アーク溶接ロボットの機械的精度測定方法
- スポット溶接における溶接品質モニタ計測・制御システムについて
- 多点溶接部の強度について : 基礎的因子についての考慮[9] - 日産自動車との共同研究
- 亜鉛メッキ鋼板のスポット溶接性 〜 溶接機の機械的特性の及ぼす影響 -  トヨタ車体との共同研究
- 鋼板接着継手の破壊形態についてのFEMシミュレーション 〜 引張せん断荷重下の場合